# Chestiunea aromână
Chestiunea aromână (în aromână Chestiuna armãneascã, în română Chestiunea aromână, în greacă Αρωμουνικό ζήτημα, transliterat: Aromounikó zítima), cunoscută uneori și sub denumirea de „Chestiunea vlahă”, se referă la divizarea trecută și actuală a identității etnice a aromânilor între cei care sunt progreci, cei care sunt proromâni și cei care se autoidentifică doar sau mai ales ca aromâni.

## Istoric
Influența greacă este înrădăcinată adânc în comunitățile aromânilor. Ei au fost întotdeauna legați de Patriarhia Ecumenică Greacă a Constantinopolului, care și-a desfășurat activitățile culturale și economice în regiunea balcanică prin intermediul bisericilor grecești. Așadar, aromânii urbanizați înstăriți erau de multă vreme promotori activi ai limbii grecești. În secolele al XVII-lea și al XVIII-lea, această limbă a fost folosită ca lingua franca în diferite părți ale Europei de Sud-Est și era necesar să o vorbești pentru a putea obține un statut social mai înalt sau pentru a beneficia de educație. Datorită poziției influente a grecilor, nu numai o parte a aromânilor, ci și unii albanezi, bulgari și slavi macedoneni au început să se declare etnici greci. Influența greacă ajunsese atât de puternică încât primele texte în limba aromână, scrise cu alfabet grecesc, au contribuit la răspândirea culturii grecești. Multe așezări aromâne din centrul Greciei au fost elenizate cu ușurință, fără a fi nevoie de mișcări politice sau religioase.
Cu toate acestea, dezvoltarea unei identități aromâne a început să se manifeste în diaspora. Broșurile vechi de limbă și gramatică aromână arată o conștientizare mai mare a unei identități „latine” sau „romane”. În 1815, aromânii din Buda și Pesta au cerut dreptul de a folosi limba aromână ca limbă liturgică. Renașterea națională aromână a avut caracteristici similare cu multe alte mișcări de renaștere națională care s-au manifestat în cursul secolului al XIX-lea. Această renaștere națională a fost întărită de constituirea și obținerea independenței României, care a început să desfășoare o activitate de propagandă în ținuturile ce aparțineau încă Imperiului Otoman și să inițieze politici educaționale destinate aromânilor din Macedonia, Tesalia și Epir. Prima școală românească din Balcani a fost înființată în anul 1864 în localitatea Trnovo (azi în Macedonia de Nord) de către Dimitri Atanasescu, iar la începutul secolului al XX-lea existau aproximativ 100 de biserici românești și 106 școli românești în Macedonia și Epir. În cele din urmă, mulți aromâni s-au alăturat mișcării românești, care avea ca scop înființarea unui „millet vlah” (o „comunitate” semiautonomă pentru aromâni), ce s-a concretizat abia la 22 mai 1905.
Existența unor identități diferite ale aromânilor și apariția chestiunii naționale s-au datorat confruntării diferitelor mișcări naționale balcanice, în special a celor grecești și românești, și intervenției permanente a puterilor străine în regiune. Un conflict greco-român a izbucnit în cele din urmă în timpul Luptei pentru Macedonia și a condus la confruntări armate între aromânii cu orientări etnice diferite și la ruperea relațiilor diplomatice greco-române în anul 1906. În această perioadă au existat, de asemenea, aromâni probulgari și proitalieni, dar într-un număr mai redus. Influența românească asupra aromânilor a slăbit cu puțin timp înaintea începerii celui de-al Doilea Război Mondial. În perioada existenței regimurilor comuniste europene, chestiunea aromână și-a pierdut relevanța, dar după căderea comunismului și elaborarea politicilor cu privire la minorități ale Uniunii Europene, chestiunea a fost „redeschisă”.
Identitatea aromână a continuat să predomine în statele slave moderne (Bulgaria, Macedonia de Nord și Serbia), recent în Albania, precum și în rândul descendenților aromânilor care au emigrat în România începând din 1940, căci cei care au emigrat mai devreme sunt în mare parte asimilați. În Grecia, există unele zone în care aromânii și-au păstrat unele trăsături culturale distincte, în special în regiunile Grevena și Veria, precum și în apropierea Atenei. Aromânii progreci actuali se identifică adesea cu cultura greacă și manifestă o respingere a culturii române, în timp ce aromânii proromâni actuali consideră că fac parte din grupul etnic românesc și vorbesc un dialect diferit al aceleiași limbi, distanțându-se de cultura greacă. Cu toate acestea, există în prezent unele personalități aromâne din România care susțin existența unei naturi etnice separate a aromânilor de români, urmărind recunoașterea aromânilor ca minoritate etnică a țării. Aceste persoane sunt denumite uneori „neoaromâni” sau „neoaromâniști” și apără „neoaromânismul” de oponenții acestei identități etnice.